# Transfert de thèse de doctorat
 (janvier 2019).
Si vous disposez d'ouvrages ou d'articles de référence ou si vous connaissez des sites web de qualité traitant du thème abordé ici, merci de compléter l'article en donnant les références utiles à sa vérifiabilité et en les liant à la section « Notes et références ».
Le transfert de thèse de doctorat est le processus désignant le transfert formel d'un étudiant doctorant d'une université à une autre. Ce transfert peut se faire entre deux universités d'un même pays, ou entre deux pays.
Par exemple, le Laboratoire de microbiologie et génétique moléculaires de l’université Toulouse III (Paul Sabatier) et le Département de microbiologie et d'immunobiologie à la Harvard Medical School de Boston entretiennent une relation privilégiée, permettant le transfert de thèse[réf. nécessaire].